# Łany (województwo opolskie)
Łany (dodatkowa nazwa w j. niem. Lohnau) – wieś w Polsce położona w województwie opolskim, w powiecie kędzierzyńsko-kozielskim, w gminie Cisek.
W latach 1954–1961 wieś należała i była siedzibą władz gromady Łany, po jej zniesieniu w gromadzie Dzielnica. W latach 1975–1998 miejscowość administracyjnie należała do ówczesnego województwa opolskiego.

## Historia
Pierwsza wzmianka o wsi pochodzi z 1295. W dokumencie z 23 grudnia t.r. książę opolski Kazimierz II oddaje w dzierżawę młyn w Jaborowicach niejakiemu Frenczkowi. Jednym ze świadków był sołtys "Lan" - Swantonius. Istnienie urzędu sołtysa we wsi świadczy to tym, że była ona lokowana na prawie niemieckim. W 1361 Łany oraz Ostrożnica zostały sprzedane księciu Konradowi oleśnickiemu przez Swadka z rodu Drahotusz za 640 marek. 
Od końca XVIII w. wieś posiadała własną pieczęć gminną, an której wizerunku umieszczono rękę trzymająca wagę, nad nią słońce. 
W 1830 wioska składała się z 82 domów, 1 folwarku i 518 mieszkańców. Była też 1 cegielnia, hodowla owiec i młyn wodny przy folwarku. Do wsi należał także folwark Karłowiec, jak również kilka gospodarstw.
W 1865 wieś dzieliła się na majątek ziemski i samą wioskę. Majątek posiadał 833 morgi pola. We wsi w tym czasie było 34 chłopów, 16 zagrodników, 61 chałupników, 1 karczmarz, 2 kowali i kilku innych rzemieślników. Obszar wsi wynosił 2835 morgów pola. Czynne były 4 młyny.
W 1883 przebudowano kościół parafialny, istniejący już przynajmniej od XIV wieku. Przy kościele stała szkółka dwuklasowa.
W 1925 w Łanach było 192 budynków mieszkalnych z 220 mieszkaniami. Liczba mieszkańców wynosiła 1049 osoby – 492 mężczyzn i 602 kobiety. Językiem niemieckim posługiwało się 112 osób, 22 mówiły po polsku, 446 osób dwujęzycznie.
W 1933 roku Łany liczyły 1218 osób, 549 mężczyzn i 669 kobiet. 103 chłopów miało gospodarstwa ponad 0,5 ha.
Rok 1961 określał liczba mieszkańców na 1015 osób. Wieś posiadała 197 budynków mieszkalnych oraz zajmowała obszar 944 ha.

## Zabytki
Do wojewódzkiego rejestru zabytków wpisane są:
- zespół kościoła parafialnego:
  - kościół pw. św. Bartłomieja Apostoła, z l. 1903-05, wybudowany w stylu neobarokowym jest kościołem parafialnym
  - kaplica św. Jana Nepomucena, z poł. XIX w.
  - cmentarz kościelny
  - ogrodzenie, murowane
- park pałacowy, z XIX w.
- spichlerz, ul. Główna 52, drewniany z 1756 r.

inne zabytki:
- ruiny dworku szlacheckiego.

## Ludność wsi w wybranych latach
| Rok  | Liczba ludności |
| ---- | --------------- |
| 1830 | 518             |
| 1925 | 1049            |
| 1933 | 1218            |
| 1946 | 1004            |
| 1947 | 865             |
| 1961 | 1015            |

## Edukacja
- Publiczna Szkoła Podstawowa w Łanach, ul. Główna 98a

## Komunikacja: układ drogowy
- Przez Łany przebiegają drogi wojewódzkie: 421 i 422.

## Znane osoby pochodzące z Łan
- Manfred Gorywoda
- Johannes von Reibnitz- niemiecki dowódca Selbsschutzu podczas powstań śląskich[8]
- Peter Klimanek- niemiecki fizyk[9]